# Cereus fricii
Cereus fricii är en kaktusväxtart som beskrevs av Curt Backeberg. Cereus fricii ingår i släktet Cereus och familjen kaktusväxter. Inga underarter finns listade i Catalogue of Life.

## Bildgalleri

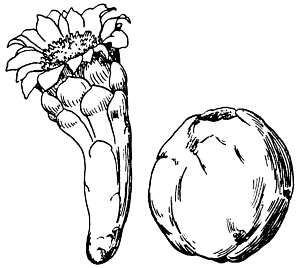
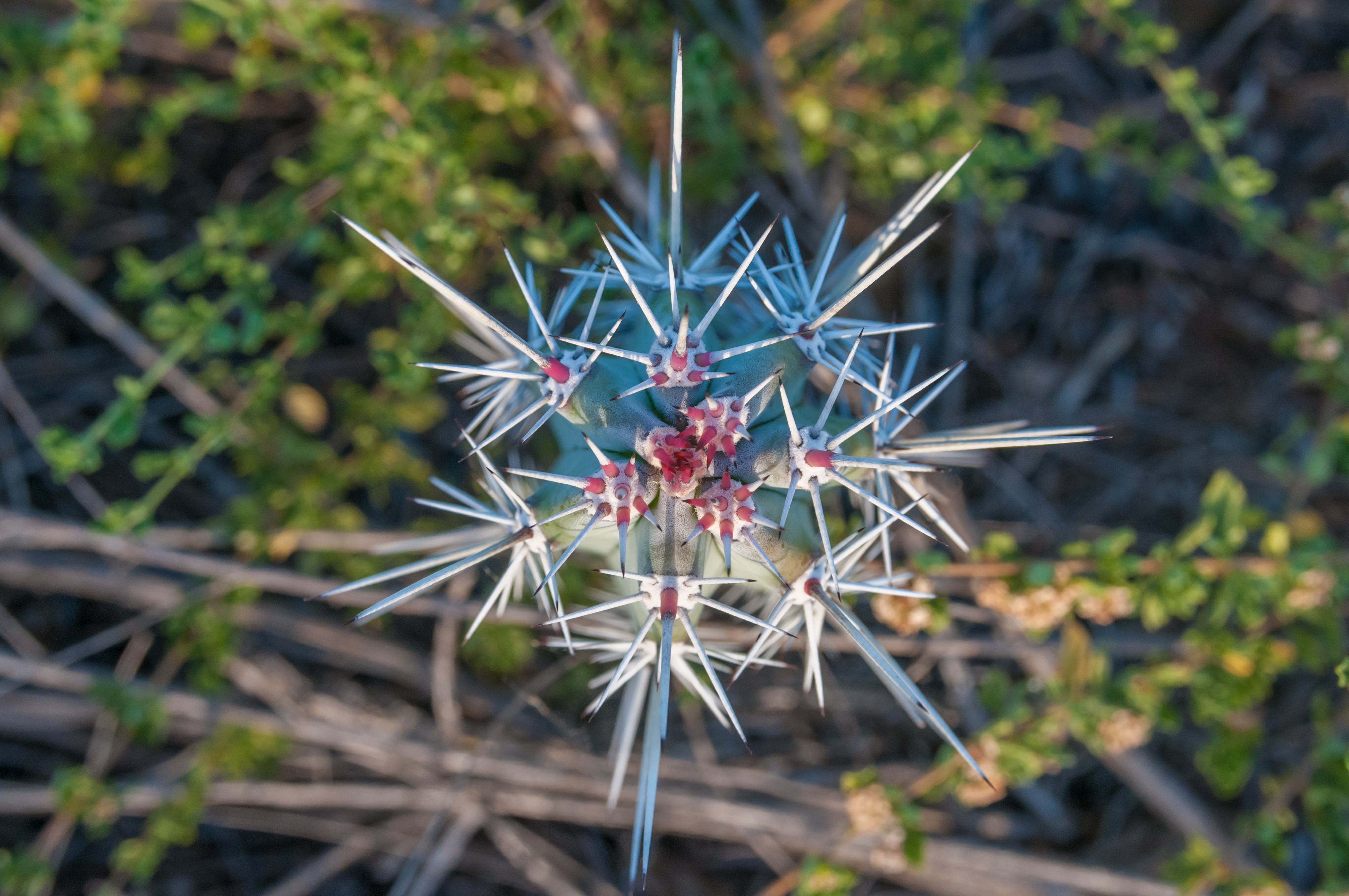